# Paus Bonifatius VI
Bonifatius VI (Rome, geboortedatum onbekend - aldaar, april 896) werd na het overlijden van paus Formosus en na oproer tot paus gekozen. Zijn pontificaat was een van de kortste uit de geschiedenis, al is niet precies bekend wanneer hij werd gekozen en overleed.
Als geestelijke was hij tot tweemaal toe uit het ambt gezet vanwege immoreel gedrag: als onderdeken en als priester. Hij werd vrij snel na de dood van Formosus onder druk gekozen.
Er bestaan meer versies, waarom zijn pontificaat slechts ongeveer vijftien dagen duurde:
- Hij zou zijn overleden aan jicht.
- Hij zou zijn afgezet op aandrang van de aanhangers van de partij van Spoleto en Guido van Spoleto.
- Hij zou door zijn opvolger paus Stefanus VI (VII) zijn omgebracht.

Hoewel zijn naam voorkomt op de lijst van pausen, werd de benoeming van Bonifatius VI in 898 ongeldig verklaard door paus Johannes IX tijdens een door hem belegde synode te Rome.

## Bron
- "Pope Boniface VI", lemma op Catholic Encyclopedia (1913)

Cursief: tegenpaus